# 녹번동
녹번동(碌磻洞)은 서울특별시 은평구의 법정동이자 행정동이다. 은평구의 구청소재지이다.

## 지명
녹번동(碌磻洞)이란 이름은 ‘녹번현’(녹번이고개)에서 연유되었으며, 이것은 녹번동 삼거리에서 홍제동으로 넘어가는 통일로 위에 위치했던 고개 이름이었다. 녹번이라는 지명은 조선시대 초기에 뜻 있는 조정의 관리들이 설, 추석 등의 명절에 가난한 사람들을 위해 나라에서 받은 녹(나라에서 받은 급여)의 일부를 이 고개에다 남몰래 슬며시 놓아둔데서 비롯되었다. 당시 이를 본 사람들은 고관들이 녹을 버린 것이라고 생각하고 이 고개 이름을 ‘녹을 버린 고개’라하여 ‘녹번이고개’라 부르게 되었다고 한다.
이 지역은 1949년 8월 3일에 공포한 대통령령 제159호에 따라 동년 8월 14일 해방 후, 그리고 정부가 수립된 후 처음으로 지방자치법 시행과 함께 서울에 편입된 지역 중의 하나이다. 녹번은 이때 새로 편입된 4개지구(숭인, 뚝도, 은평, 구로지구) 중 은평지구에 속해 있었고, 당시 경기도 고양군 은평면 녹번리로서 은평면사무소 소재지이기도 하였다.
1949년 8월 14일부터 서대문구 관내(은평출장소)의 녹번리로 된 이곳은 그뒤 1950년 3월 15일 시조례 제10호(서울특별시 동별 명칭 중 개정의 건)에 의하여 ‘녹번동’으로 되었다. 인접 지역은 동쪽에는 서대문구 홍은동이 길게 자리잡고 있으며, 남쪽으로는 응암동이 접하고, 서쪽으로는 역촌동과 대조동으로 경계를 삼고 있다. 그리고 북쪽에는 불광동과 대조동이 접하여 왔다. 1955년 4월 18일 시조례 제66호에 의한 지방자치법에 의해 동제가 실시될 때에는 이웃 응암동, 역촌동, 신사동과 함께 4개 법정동이 합하여 행정관할동을 ‘녹신동’으로 하였으나 시민의 지역 혼동으로 불편이 많아 1973년부터 동사무소의 명칭을 지명과 일치하여 녹번, 응암 1, 2, 역촌동사무소로 분동되어 녹번동사무소로 독립되었던 것이다.

## 연혁
- 1914년 이전: 한성부 녹번방, 한성부 연은방
- 1914년: 고양군 은평면
- 1949년: 서울특별시 서대문구편입, 은평출장소 설치
- 1950년 : 녹번동으로 변경
- 1955년 : 녹신동 설치
- 1964년 : 녹신1동 분동
- 1970년 : 녹번동 설치
- 1973년: 서울특별시 서대문구 편입
- 1979년: 신설된 은평구로 이속

## 교통
- 녹번역
- 역촌역

## 교육
- 서울녹번초등학교
- 서울은평초등학교
- 은평작은도서관 (구립)

## 아파트
| 힐스테이트 녹번 |                   |  |  |
| 래미안 베라힐즈 | 삼성물산 건설부문 |  |  |
| 녹번역 푸르지오 | 대우건설          |  |  |